# 89 mm od Europy
89 mm od Europy – polski film dokumentalny z 1993 w reżyserii Marcela Łozińskiego, ze zdjęciami Jacka Petryckiego i Artura Reinharta.

## Treść
Film ukazuje fundamentalne różnice pomiędzy Europą Zachodnią a Wschodnią po zakończeniu zimnej wojny, na podstawie jednego szczegółu: szerokości torów kolejowych. 89 mm od Europy przedstawia trud białoruskich robotników, którzy na granicy polsko-białoruskiej, niedaleko Brześcia, wymieniają wszystkie koła w wagonach pociągów przejeżdżających przez dawny Związek Radziecki. Tytułowe 89 mm to różnica między szerokością torów w Europie (1435 mm) a w byłym ZSRR (1524 mm), którą zastosowano w carskiej Rosji w wieku XIX, podczas upowszechniania kolei, nowego wynalazku. Inny rozstaw torów miał utrudnić niemieckim pociągom wojskowym szybką penetrację granic Rosji.

## Nagrody
89 mm od Europy był pierwszym filmem Łozińskiego, w którym naprawdę dotarł on do międzynarodowej publiczności po upadku bloku wschodniego. Dokument otrzymał nominację do Oscara za najlepszy krótkometrażowy film dokumentalny oraz do Europejskiej Nagrody Filmowej za najlepszy film dokumentalny, zdobył również Grand Prix Festiwalu Filmowego w Montrealu.
| Rok  | Instytucja                                                           | Nagroda                                              | Odbiorca        | Wynik     |
| ---- | -------------------------------------------------------------------- | ---------------------------------------------------- | --------------- | --------- |
| 1993 | Festiwal Polskiej Twórczości Telewizyjnej                            | Nagroda Specjalna                                    | Marcel Łoziński | Wygrana   |
| 1993 | Międzynarodowy Festiwal Filmów Krótkometrażowych w Oberhausen        | Grand Prix                                           | Marcel Łoziński | Wygrana   |
| 1993 | Międzynarodowy Festiwal Filmów Krótkometrażowych w Oberhausen        | Nagroda Klubów Filmowych FICC                        | Marcel Łoziński | Wygrana   |
| 1993 | Lubuskie Lato Filmowe                                                | Nagroda Organizatorów im. Juliusza Burskiego         | Marcel Łoziński | Wygrana   |
| 1993 | Bałtycki Festiwal Filmowy i Telewizyjny w Gudhjem                    | II Nagroda                                           | Marcel Łoziński | Wygrana   |
| 1993 | Międzynarodowy Festiwal Filmowy w Marsylii                           | Nagroda Specjalna im. Jeana d’Arcy                   | Marcel Łoziński | Wygrana   |
| 1993 | Międzynarodowy Festiwal Filmów Krótkometrażowych w Villa do Conde    | I Nagroda                                            | Marcel Łoziński | Wygrana   |
| 1993 | Europejska Nagroda Filmowa                                           | Najlepszy film dokumentalny                          | Marcel Łoziński | Nominacja |
| 1994 | Międzynarodowy Festiwal Filmów Dokumentalnych i Animowanych w Lipsku | Złoty Gołąb                                          | Marcel Łoziński | Wygrana   |
| 1994 | Międzynarodowy Festiwal Filmów Krótkometrażowych w Clermont-Ferrand  | Nagroda Specjalna Jury                               | Marcel Łoziński | Wygrana   |
| 1994 | Amerykańska Akademia Sztuki i Wiedzy Filmowej                        | Oscar za najlepszy krótkometrażowy film dokumentalny | Marcel Łoziński | Nominacja |
| 1994 | Międzynarodowy Festiwal Filmowy w Montrealu                          | Grand Prix                                           | Marcel Łoziński | Wygrana   |
| 1994 | Międzynarodowy Festiwal Filmowy w San Francisco                      | Wyróżnienie Specjalne                                | Marcel Łoziński | Wygrana   |
| 1995 | Flickerfest International Short Film Festival w Sydney               | Nagroda dla najlepszego filmu dokumentalnego         | Marcel Łoziński | Wygrana   |